# Robert S. Kapito
Robert Steven Kapito, né le 8 février 1957 à New York, est un homme d'affaires américain, cofondateur et président de la société multinationale américaine spécialisée dans la gestion d'actifs BlackRock.

## Biographie
Les parents de Robert S. Kapito étaient gestionnaires d'une station-service. Kapito obtient un bachelor degree en économie à la Wharton school de l'université de Pennsylvania en 1979, puis décroche un MBA à la Harvard Business School en 1983.
En 1979, Robert S. Kapito est recruté par Larry Fink pour rejoindre la banque d'investissement First Boston au bureau des finances publiques. Les deux hommes innovent alors dans le marché des titres adossés à des créances hypothécaires. En 1988, Kapito et Fink quittent First Boston pour rejoindre le groupe Blackstone, puis créent BlackRock en 1995, après avoir été recrutés par General Electric pour vendre des titres adossés à des créances hypothécaires. En 2007, il prend la présidence de BlackRock, succédant à Ralph Schlosstein,.

## Autres fonctions
- Président de Hope & Heroes Children's Cancer Fund[8]

## Récompenses
- Joseph Wharton Award for Leadership[8]
- 2010 : Semper Fidelis Award de la fondation Marine Corps-Law Enforcement[8]
- 2012 : Gustave L. Levy Award du United Jewish Appeal Federation of New York[9]